# Aerolíneas de Guinea Ecuatorial
Aerolineas de Guinea Ecuatorial was een vrachtluchtvaartmaatschappij uit Equatoriaal-Guinea met als thuisbasis de hoofdstad Malabo.

## Geschiedenis
Aerolineas de Guinea Ecuatorial was opgericht in 2003 en is in december 2004 op last van de overheid opgeheven. Het Antonov vliegtuig is gebruikt om luchtvaartmaatschappij Equatair op te richten.

## Vloot
De vloot van Aerolineas de Guinea Ecuatorial bestond uit: (dec 2005)
- 1 Antonov An-24B